# Ba Xian
Ba Xian, Pa Hsien (Chinees: 八仙, pinyin: bāxiān) of Acht Onsterfelijken zijn gelukssymbolen uit de taoïstische Chinese mythologie. Het zijn geen goden, alhoewel ze vaak als zodanig worden beschouwd.

## De gelukssymbolen

### Li Tieguai

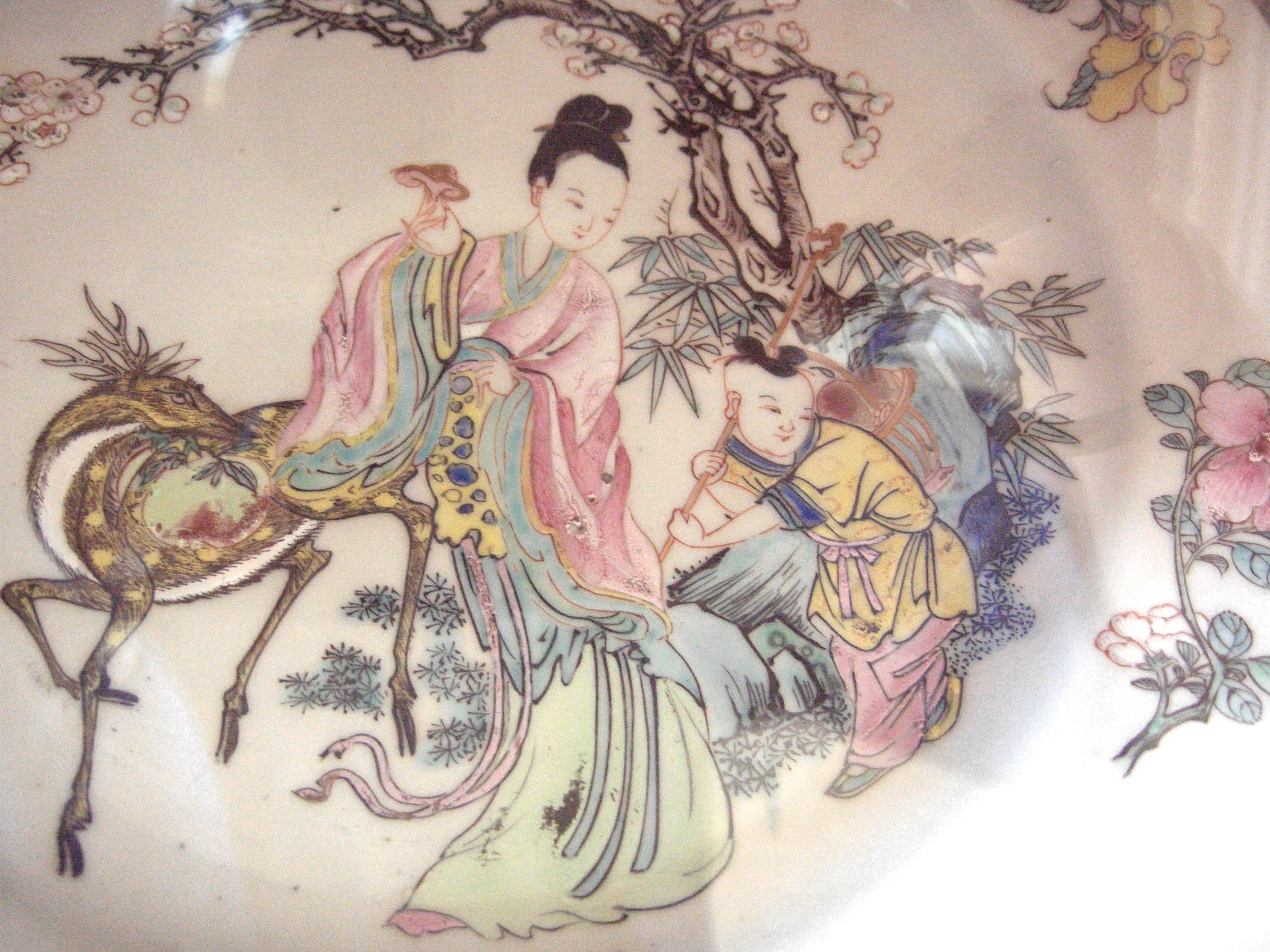
Xi Wang Mu op een vaas, museum in Dresden

De eerste die onsterfelijk werd, was Li Tieguai (Li met de ijzeren kruk). Li was een asceet en leerling van Laozi, de grondlegger van het taoïsme.
Li bezocht een heilige berg nadat hij onsterfelijk was geworden en liet zijn lichaam achter onder hoede van zijn leerling. De leerling moest het lichaam verbranden na zeven dagen, als Li dan nog niet was teruggekeerd. De moeder van deze leerling werd echter op de zesde dag ziek en de leerling verbrandde het lichaam eerder, om naar haar toe te kunnen gaan.
Toen Li terugkwam, vond hij enkel een hoopje as en nam het lichaam van een kreupele bedelaar die van de honger was gestorven over. Laozi gaf hem een ijzeren kruk om beter te lopen.
Volgens andere verhalen kreeg Li de kruk van Xi Wang Mu (de koningin-moeder van het westen). Xi Wang Mu had een beenwond van Li genezen.

### Zhong-li Quan
Li Tieguai onderwees Zhong-li Quan in de taoïstische leer. Zhong-li vond richtlijnen voor het bereiken van onsterfelijkheid achter een ingestorte muur van zijn huis en voer in een wolk naar de hemel. Een ander verhaal vertelt dat hij zilveren wondermunten maakte in een hongersnood. Deze wondermunten gaf hij aan de armen.

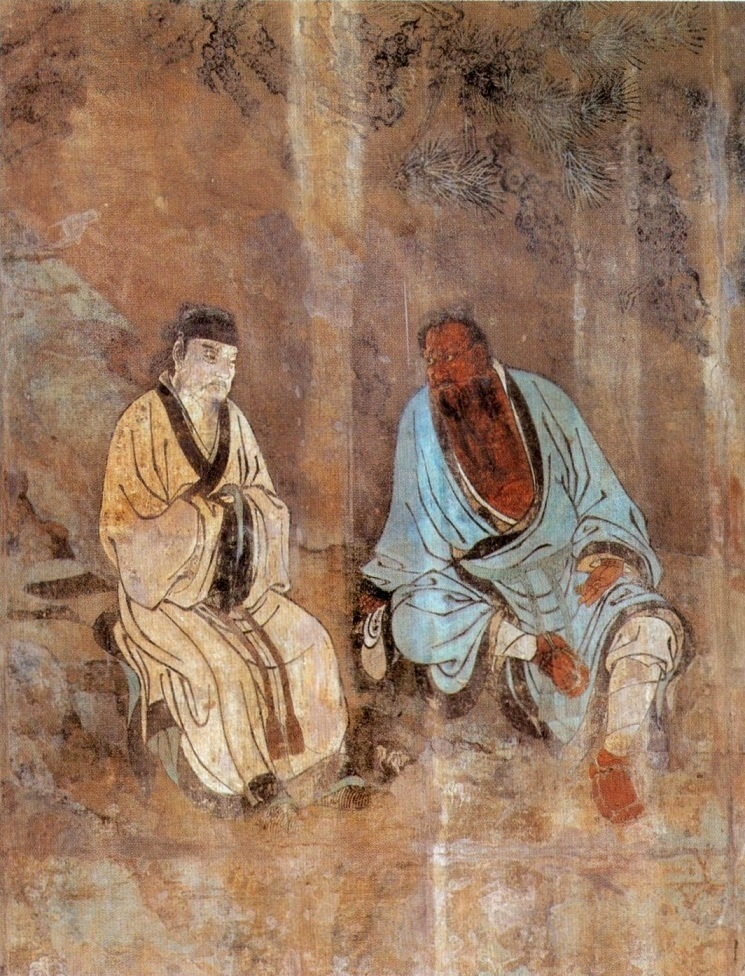
Lü Dongbin wordt geïnstrueerd door Zhong-li Quan, 1358

Zhong-li was kaal, dik en had een lange baard. In voorstellingen heeft hij een waaier van veren of palmbladeren.

### Lü Dongbin
Lü Dongbin werd geboren in de tiende eeuw, hij kreeg een wonderzwaard van een vuurspuwende draak en kon zich daarmee in de hemel verbergen.
In een herberg had hij een voorspellende droom: het zou vijftig jaar goed gaan en daarna zou de familie uiteenvallen en Lu door bandieten gedood worden. Hij besefte dat aardse ambities niets voorstellen en keerde het wereldlijk bestaan de rug toe. Met Han Zhongli trok hij de bergen in, op zoek naar tao en onsterfelijkheid.
Af en toe mengt Lü zich onder de mensen, hij beloont de goede en straft de slechte mensen. Hij bestrijdt onwetendheid, hartstocht en agressie. Het is de stamvader van veel stromingen in het taoïsme.

### Han Xiang
Han Xiang was een neef van een wijsgeer uit de Tang-dynastie en werd de leerling van Lu Dongbin. Lu nam Han mee naar de hemel en liet hem de boom met de perziken van onsterfelijkheid zien. Han klom in de boom maar gleed uit, vlak voor hij te pletter viel bereikte hij onsterfelijkheid.
Hij liet in de winter pioenrozen bloeien, met op de bloembladeren voorspellingen. Han wordt afgebeeld met een perzik en een fluit, soms met een boeket bloemen.

### Cao Guojiu
Cao Guojiu trok de bergen in, teleurgesteld in het hofleven. Hij probeerde met een gouden tablet een veerman om te kopen, om hem over te zetten over een rivier. De veerman was Lu Dongbin in vermomming, hij nam Cao aan als leerling.
In een andere versie kreeg Cao een gouden medaille waarmee alle obstakels overwonnen kunnen worden. Toen hij hem aan de veerman liet zien, vroeg deze waarom hij dit soort middelen gebruikte. Cao gooide de medaille in de rivier, waarop de veerman zijn identiteit bekendmaakte.

### Zhang Guolao

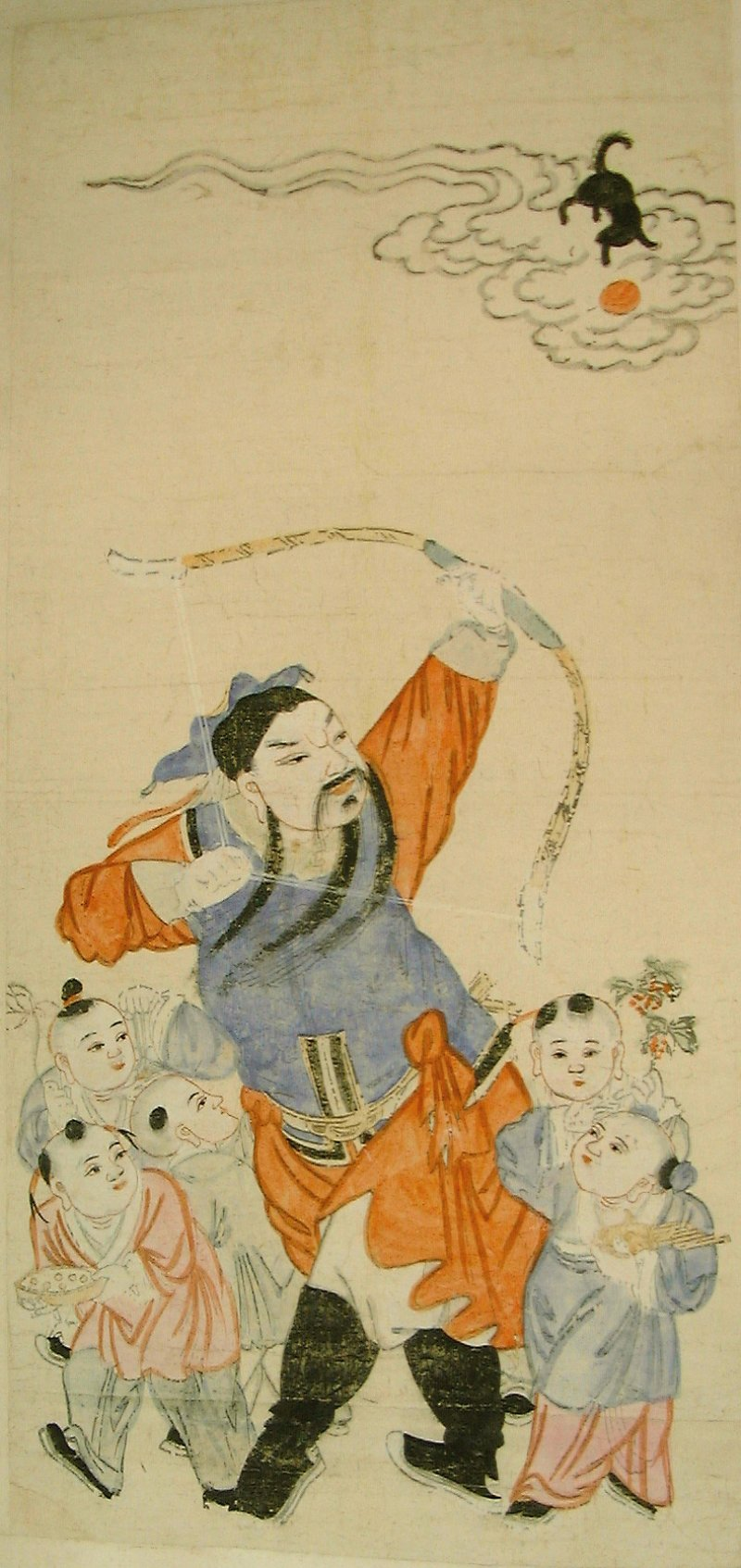
Zhang Gualao

Zhang Guolao was in de 8e eeuw een oude man. Hij wordt afgebeeld terwijl hij achterstevoren op een witte muilezel zit. De muilezel kan elke dag duizenden kilometers afleggen en kan worden opgevouwen in een tas. Door water over de opgevouwen muilezel te gooien, wordt het dier weer levend.
De keizer wilde weten wie Zhang was en vroeg dit een taomeester. Deze wilde niet zeggen wie het was, omdat hij dan zou sterven. Alleen als de koning beloofde blootshoofds en blootsvoets naar Zhang te gaan en om vergeving te vragen voor zijn nieuwsgierigheid en verraad, wilde hij het zeggen. De meester vertelde dat Zhang een incarnatie van chaos was. De meester stierf en kwam pas weer tot leven toen de keizer om vergiffenis vroeg.
Zhang beschermde pasgetrouwde paren en kinderlozen. Hij wordt afgebeeld met de perziken van onsterfelijkheid en een tas.

### Lan Caihe
Lan Caihe was een meisje of een man met het uiterlijk van een vrouw. In de zomer droeg Lan een dikke winterjas, in de winter dunne kleding en een gordel van zwart hout en één schoen. De familie van Lan handelt in geneeskrachtige kruiden. Op een dag kwam Lan een zwerver tegen en ze zorgde voor hem. Het bleek Li Tieguai te zijn en hij beloonde haar voor haar goede zorgen, hij maakte haar onsterfelijk. Ze ging zingend door het land en op een dag trok ze één schoen, haar gordel en haar jas uit en trok naar de hemel.

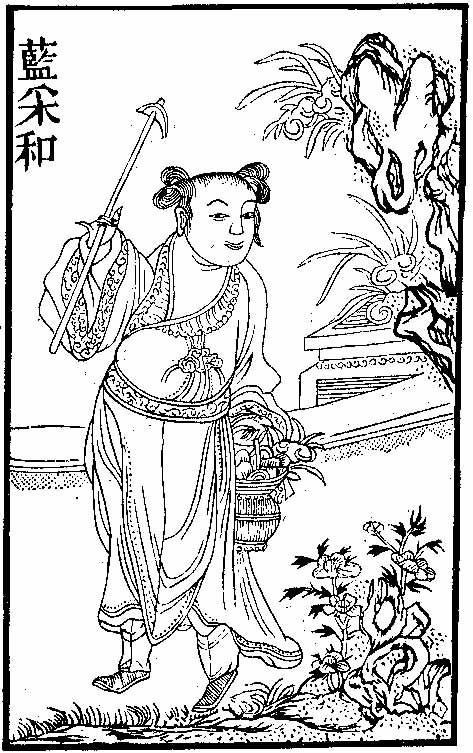
Lan Caihe

Ze wordt afgebeeld met een fruitmand en bloemen.

### He Xiang
He Xiang at een stuk parelmoer op en werd onsterfelijk, ze werd vederlicht en zweefde over de bergen en plukt bessen en andere vruchten. De keizer liet haar naar zijn hof komen, maar ze werd onsterfelijk en verdween.
Ze wordt afgebeeld met een lotusbloem in haar hand.

## Afbeeldingen

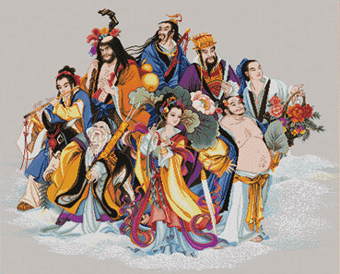
De acht onsterfelijken
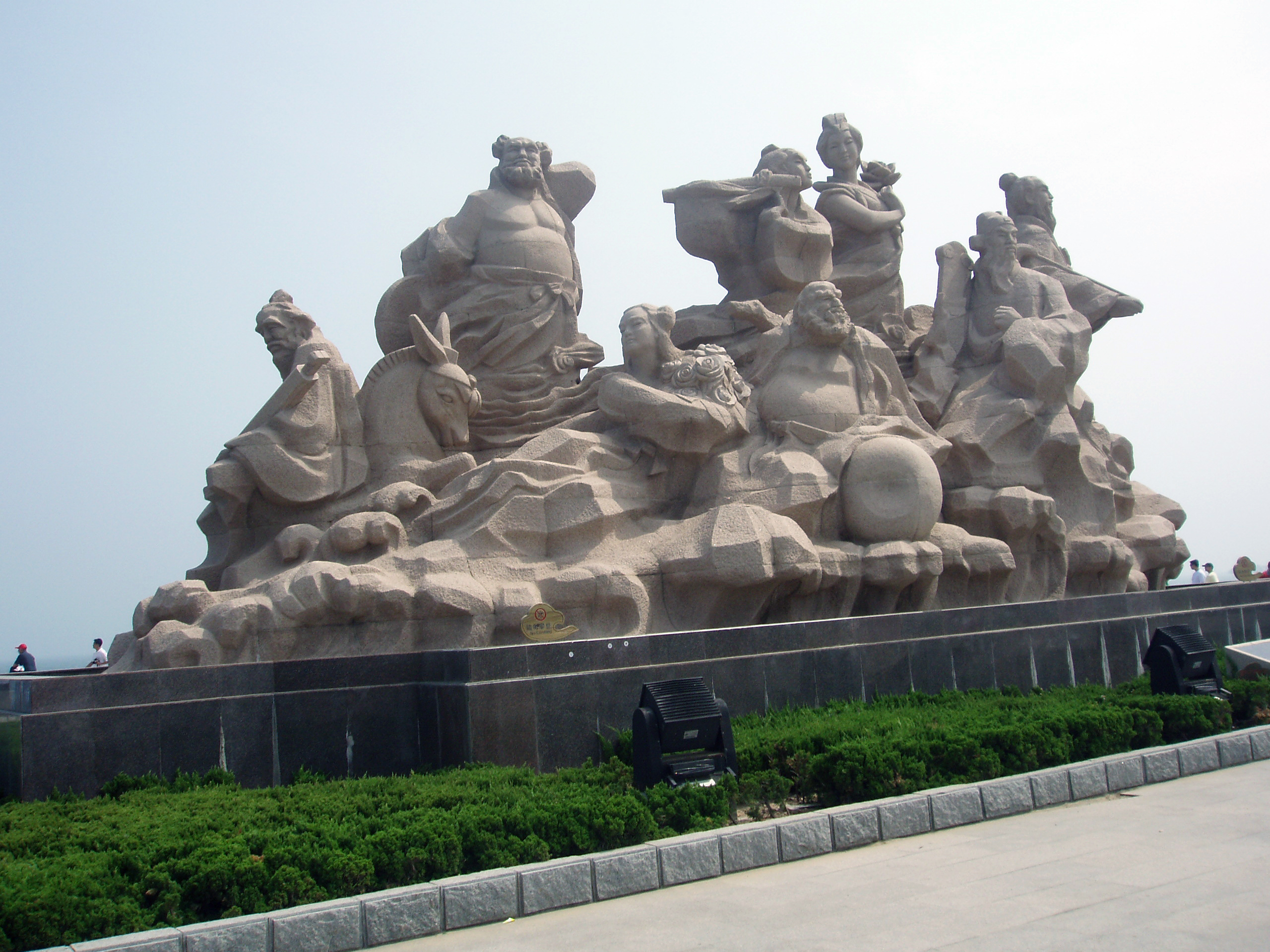
Een standbeeld met de acht onsterfelijken
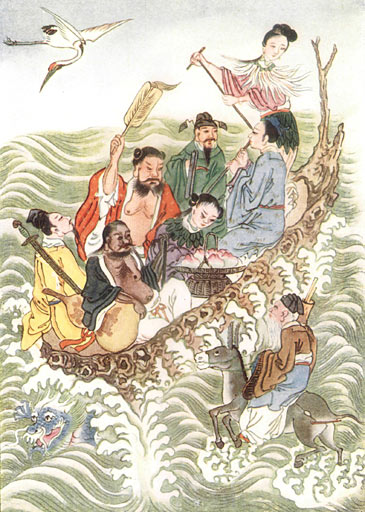
De acht onsterfelijken